# Clara Butt

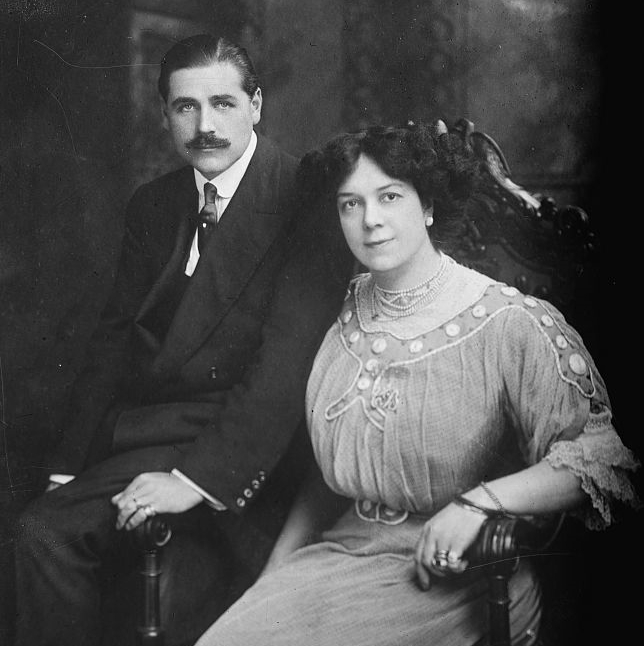
Clara Butt con il marito Kennerly Rumford

Clara Ellen Butt, anche nota come Clara Butt-Rumford dopo il matrimonio (Southwick, 1º febbraio 1872 – North Stoke, 23 gennaio 1936), è stata un contralto britannico.

## Biografia
Clara Butt nacque da Henry Albert Butt, capitano di vascello, e Clara Hook. Nel 1880, la famiglia Butt si trasferì nella città portuale di Bristol, dove Clara frequentò la South Bristol High School, in cui per la prima volta venne notato e incoraggiato il suo talento di cantante. Su richiesta della direttrice, prese lezioni dal basso Daniel Rootham ed entrò a far parte del Bristol Festival Chorus, del quale lo stesso Rootham era direttore. La Butt vinse una borsa di studio per frequentare il Royal College of Music nel gennaio 1890. Nel corso dei quattro anni trascorsi al college, ebbe l'opportunità di studiare per tre mesi a Parigi a spese della regina Vittoria, come anche a Berlino e in Italia.
Debuttò alla Royal Albert Hall di Londra nella cantata di Sir Arthur Sullivan The Golden Legend il 7 dicembre 1892. Tre giorni dopo, cantò la parte di Orfeo in Orfeo ed Euridice di Gluck al Lyceum Theatre. Il critico musicale George Bernard Shaw scrisse sul The World che "superò di gran lunga le più rosee aspettative che si potessero ragionevolmente nutrire" (14 dicembre 1892).
Tornò a Parigi per proseguire i suoi studi con Jacques Bouhy, il maestro di altre due famose cantanti dalla voce molto scura, Louise Homer e Louise Kirkby Lunn, e in seguito si perfezionò ulteriormente a Berlino con il famoso soprano Etelka Gerster, ormai ritiratasi dalle scene. Il compositore francese Camille Saint-Saëns, dopo averla ascoltata, le chiese di studiare la sua Samson et Dalila, ma all'epoca nei teatri britannici era vietato mettere in scena soggetti biblici, perciò non se ne fece nulla.
Ben presto ella acquisì una solida reputazione come cantante nella sua madrepatria, rinforzata anche dalla sua imponente presenza sul palcoscenico (era alta quasi 1,90 m). Incise vari dischi, spesso con l'accompagnamento al pianoforte di Lillian Bryant. Si esibì prevalentemente in concerto, comparendo solamente in due produzioni operistiche, entrambe di Orfeo ed Euridice di Gluck, nel 1892 e nel 1920. Il maggior compositore britannico dell'epoca, Sir Edward Elgar, compose il suo ciclo di canzoni Sea Pictures per contralto e orchestra avendo Clara Butt in miente come solista, ed ella effettivamente cantò alla prima dell'opera al Norwich Festival il 5 ottobre 1899, diretta dallo stesso compositore.
Nel 1900 Clara Butt sposò il baritono Kennerly Rumford, e in seguito i due si esibirono spesso in coppia nei concerti. Ebbero tre figli, due maschi e una femmina. La Butt venne invitata a esibirsi per la regina Vittoria, per Edoardo VII e per Giorgio V, e fece tournée in Australia, Giappone, Canada e Stati Uniti e in varie città europee.
Durante la prima guerra mondiale, organizzò molti concerti di beneficenza, e per il suo impegno le venne conferito il titolo di Dama di Commenda dell'Ordine dell'Impero Britannico (DBE) nel 1920. In quello stesso anno cantò in quattro rappresentazioni di Orfeo ed Euridice di Gluck al Covent Garden sotto la direzione di Sir Thomas Beecham, ma le critiche non furono generalmente positive.
Anche le tre sorelle della Butt erano cantanti, la più nota fu Ethel Hook, che lasciò anche alcune incisioni. Negli ultimi anni la vita di Clara Butt fu funestata dalle tragedie: il suo figlio maggiore morì di meningite mentre ancora frequentava la scuola, mentre l'altro si suicidò. Negli anni venti le venne diagnosticato un cancro al midollo spinale: molti dei suoi ultimi dischi vennero incisi quando già era costretta su una sedia a rotelle. Morì nel 1936 a 63 anni, nella sua casa di North Stoke, nell'Oxfordshire.